# جان دالمایان
جان دالمایان (ارمنی: Ջոն Դոլմայան؛ انگلیسی: John Dolmayan زادهٔ ۱۵ ژوئیهٔ ۱۹۷۲) نوازنده درام ارمنی-آمریکایی و یکی از اعضای گروه سیستم آو ا داون می‌باشد.

## زندگی‌نامه
وی در ۱۵ ژوئیه ۱۹۷۲ در بیروت به دنیا آمد . 